# 白川村立平瀬小学校
白川村立平瀬小学校 （しらかわそんりつ　ひらせしょうがっこう）は、かつて岐阜県大野郡白川村に存在した公立小学校。

## 概要
- 校区は白川村南部（尾神・福島・牧・御母衣・木谷・保木脇・長瀬・平瀬）。2011年に白川小学校と統合、白川小学校の新設により廃校。
- 2018年現在、校舎は白川村南部地区文化会館、体育館は旧平瀬小学校体育館として使用されている。

## 沿革
- 1873年（明治7年） - 白川村平瀬に平瀬学校が開校。尾神・福島・牧・御母衣・木谷・保木脇・長瀬・平瀬の児童が通学する。
- 1885年（明治18年） - 移転。御母衣簡易学校に改称する。
- 1892年（明治25年） - 白川村内の学校が統合され、白川尋常小学校となる。旧・御母衣簡易科小学校は白川尋常小学校中切分教場となる。
- 1923年（大正12年） - 白川尋常高等小学校尾神分教場[注釈 2]を設置。
- 1925年（大正14年） - 白川尋常高等小学校保木脇冬季分教場[注釈 3]を設置。
- 1927年（昭和2年）
  - 4月1日 - 白川尋常高等小学校中切分教場が独立し、平瀬尋常高等小学校となる。
  - 10月10日 - 未認可であった尾神地区の分教場が平瀬尋常高等小学校尾神分教場として認可される。
- 1929年（昭和4年）12月14日 - 未認可の保木脇地区の冬季分教場が、通年の分教場の平瀬尋常高等小学校保木脇分教場として認可される。
- 1941年（昭和16年）4月1日 - 平瀬国民学校となる。
- 1947年（昭和22年）4月1日 - 平瀬小中学校（併設校）となる。
- 1948年（昭和23年） - 校舎増築（中学校校舎）、校舎新築（小学校校舎）。
- 1954年（昭和29年） - 尾神分校を廃止。
- 1957年（昭和32年） - 御母衣ダム建設による人口増加により、児童数が増加。
- 1958年（昭和33年） - 新校舎（鉄筋コンクリート3階建）完成。
- 1969年（昭和39年） - 保木脇冬季分校を廃止。
- 1982年（昭和57年）
  - 4月 - 中学校併設を解消。平瀬小学校となる。
  - 8月 - 独立新校舎（鉄筋コンクリート2階立）完成。従来の校舎は平瀬中学校校舎となる。
- 2011年（平成23年）3月 - 統合により廃校。